# Емери (Јужна Дакота)
Емери (енгл. Emery) град је у америчкој савезној држави Јужна Дакота.

## Демографија
По попису из 2010. године број становника је 447, што је 8 (1,8%) становника више него 2000. године.
| Група             | 2000.        | 2010.       |
| Белци             | 439 (100,0%) | 440 (98,4%) |
| Афроамериканци    | 0 (0,0%)     | 0 (0,0%)    |
| Азијати           | 0 (0,0%)     | 2 (0,4%)    |
| Хиспаноамериканци | 0 (0,0%)     | 0 (0,0%)    |
| Укупно            | 439          | 447         |